# هسته کوه (بندر لنگه)
هسته کوه (بندر لنگه)، روستایی از توابع بخش مرکزی شهرستان بندر لنگه در استان هرمزگان ایران است.

## جمعیت
این روستا در دهستان مهران قرار دارد و براساس سرشماری مرکز آمار ایران در سال ۱۳۸۵، جمعیت آن ۵۰ نفر (۱۵خانوار) بوده‌است.